# Odontaster rosagemmae
Odontaster rosagemmae är en sjöstjärneart som beskrevs av McKnight 200. Odontaster rosagemmae ingår i släktet Odontaster och familjen Odontasteridae.
Artens utbredningsområde är havet kring Nya Zeeland. Inga underarter finns listade i Catalogue of Life.